# Wahlkreis Meißen 3
Der Wahlkreis Meißen 3 (Wahlkreis 38) ist ein Landtagswahlkreis in Sachsen. Er umfasst die Städte Meißen und Nossen sowie die Gemeinden Klipphausen, Niederau und Weinböhla und damit den südwestlichen Teil des Landkreises Meißen. Bei der letzten Landtagswahl (im Jahr 2019) waren 51.532 Einwohner wahlberechtigt. Der Wahlkreis wurde durch Abgabe dreier Kommunen an den 2014 gültigen Wahlkreis Meißen 1 (ehemals Wahlkreis Riesa-Großenhain 1) verkleinert.
Der Wahlkreis 39 hieß in den Jahren 2004 und 2009 Wahlkreis Meißen 1. Er umfasste die Städte Lommatzsch, Meißen und Nossen sowie die Gemeinden Diera-Zehren, Käbschütztal, Ketzerbachtal, Klipphausen, Leuben-Schleinitz, Niederau und Weinböhla und damit einen Teil des Landkreises Meißen mit 64.558 wahlberechtigten Einwohnern.

## Wahl 2024
Amtliches Endergebnis der Landtagswahl am 1. September 2024 im Wahlkreis 38 – Meißen 3:
| Direktkandidat   | Partei              | Erststimmen in % | Zweitstimmen in % |
| ---------------- | ------------------- | ---------------- | ----------------- |
| Daniela Kuge     | CDU                 | 32,7             | 31,8              |
| Thomas Kirste    | AfD                 | 40,0             | 37,4              |
| Stefan Hartmann  | Die Linke           | 2,3              | 2,1               |
| Heiko Reinhold   | GRÜNE               | 2,2              | 3,2               |
| Frank Richter    | SPD                 | 6,0              | 5,7               |
| Martin Bahrmann  | FDP                 | 2,4              | 1,2               |
| André Langerfeld | Freie Wähler        | 2,5              | 1,6               |
| –                | Die Partei          | x                | 0,7               |
| –                | Piraten             | x                | 0,3               |
| Steffen Förster  | ÖDP                 | 0,4              | 0,2               |
| –                | BüSo                | x                | 0,1               |
| –                | Tierschutz hier!    | x                | 1,0               |
| –                | dieBasis            | x                | 0,2               |
| –                | Bündnis C           | x                | 0,1               |
| –                | Bündnis Deutschland | x                | 0,3               |
| Werner Thieme    | BSW                 | 10,1             | 11,4              |
| Alfred Sadowski  | Freie Sachsen       | 0,8              | 2,4               |
| –                | V-Partei3           | x                | 0,1               |
| –                | WU                  | x                | 0,3               |
| Thomas Ender     | Einzelbewerber      | 0,7              | x                 |

## Wahl 2019
Amtliches Endergebnis der Landtagswahl am 1. September 2019 im Wahlkreis 39 – Meißen 3:
(Ergebnisse in Prozent)
| Direktkandidat         | Partei               | Direktstimmen | Listenstimmen |
| ---------------------- | -------------------- | ------------- | ------------- |
| Daniela Kuge           | CDU                  | 31,2          | 31,0          |
| Tilo Hellmann          | Die Linke            | 8,3           | 7,8           |
| Frank Richter          | SPD                  | 10,1          | 7,0           |
| Thomas Kirste          | AfD                  | 34,2          | 33,5          |
| Martin Wengenmayr      | GRÜNE                | 4,7           | 6,1           |
| –                      | NPD                  | –             | 0,6           |
| Martin Bahrmann        | FDP                  | 6,5           | 5,2           |
| Brit Reimann-Bernhardt | Freie Wähler         | 5,0           | 3,4           |
| –                      | Tierschutz           | –             | 1,6           |
| –                      | Piraten              | –             | 0,4           |
| –                      | Die PARTEI           | –             | 1,3           |
| –                      | BüSo                 | –             | 0,0           |
| –                      | ADPM                 | –             | 0,4           |
| –                      | Blaue Partei         | –             | 0,3           |
| –                      | KPD                  | –             | 0,1           |
| –                      | ÖDP                  | –             | 0,4           |
| –                      | Die Humanisten       | –             | 0,1           |
| –                      | PDV                  | –             | 0,2           |
| –                      | Gesundheitsforschung | –             | 0,5           |

| Wahlberechtigte | 51.532 |
| Wahlbeteiligung | 66,2 % |

## Wahl 2014
Die Landtagswahl 2014 hatte folgendes Ergebnis:
| Direktkandidat     | Partei          | Erststimmen in % | Zweitstimmen in % |
| ------------------ | --------------- | ---------------- | ----------------- |
| Daniela Kuge       | CDU             | 39,4             | 39,4              |
| Sebastian Scheel   | Die Linke       | 18,4             | 16,3              |
| Kathleen Nagler    | SPD             | 11,3             | 12,1              |
| Detlev Spangenberg | AfD             | 11,8             | 12,1              |
| Anne Kämmerer      | GRÜNE           | 5,2              | 5,0               |
| Martin Bahrmann    | FDP             | 6,3              | 4,7               |
| Alexander Delle    | NPD             | 4,8              | 5,2               |
| –                  | Freie Wähler    | –                | 1,4               |
| Jens Löffler       | Piraten         | 1,4              | 1,1               |
| –                  | Tierschutz      | –                | 1,3               |
| Helga Jähnigen     | BüSo            | 0,9              | 0,4               |
| Joachim Fischer    | DSU             | 0,6              | 0,3               |
| –                  | pro Deutschland | –                | 0,6               |
| –                  | Die PARTEI      | –                | 0,4               |

## Wahl 2009
| Amtliches Endergebnis der Landtagswahl am 30. August 2009 in Sachsen im Wahlkreis 039 Meißen 1 (Ergebnisse in Prozent) |

| Direktkandidat  | Partei          | Erststimmen in % | Zweitstimmen in % |
| --------------- | --------------- | ---------------- | ----------------- |
| Karin Strempel  | CDU             | 39,9             | 42,7              |
| Günter Jordan   | Die Linke       | 20,9             | 18,4              |
| Andreas Ball    | SPD             | 9,0              | 8,3               |
| Alexander Delle | NPD             | 7,2              | 6,8               |
| Renate Fiedler  | FDP             | 15,2             | 11,6              |
| Andreas Vorrath | GRÜNE           | 6,7              | 5,5               |
| -               | Tierschutz      | -                | 2,0               |
| -               | PBC             | -                | 0,2               |
| -               | BüSo            | -                | 0,2               |
| -               | DSU             | -                | 0,2               |
| -               | REP             | -                | 0,1               |
| -               | Freie Sachsen   | -                | 1,2               |
| -               | FP Deutschlands | -                | 0,1               |
| -               | Humanwirtschaft | -                | 0,1               |
| -               | Piraten         | -                | 1,7               |
| Mirko Schmidt   | SVP             | 1,1              | 0,9               |

## Wahl 2004
Die Landtagswahl 2004 hatte folgendes Ergebnis:
| Direktkandidat  | Partei     | Erststimmen in % | Zweitstimmen in % |
| --------------- | ---------- | ---------------- | ----------------- |
| Karin Strempel  | CDU        | 42,8             | 45,0              |
| Burglinde Goers | PDS        | 20,6             | 21,2              |
| Ingo Jörg Böhme | SPD        | 10,1             | 7,9               |
| Helge Landmann  | GRÜNE      | 6,6              | 5,2               |
| Mirko Schmidt   | NPD        | 10,1             | 10,0              |
| Horst Möller    | FDP        | 7,1              | 6,0               |
| Frank Hamm      | DSU        | 1,2              | 0,6               |
| -               | PBC        | -                | 0,3               |
| -               | GRAUE      | -                | 0,9               |
| Johannes Koppen | BüSo       | 1,5              | 0,6               |
| -               | AUFBRUCH   | -                | 0,5               |
| -               | DGG        | -                | 0,3               |
| -               | Tierschutz | -                | 1,5               |

## Wahl 1999
Die Landtagswahl 1999 hatte folgendes Ergebnis (der Wahlkreisname bei der Landtagswahl 1999 lautete Meißen-Dresden West):
| Direktkandidat      | Partei          | Erststimmen in % | Zweitstimmen in % |
| ------------------- | --------------- | ---------------- | ----------------- |
| Karin Strempel      | CDU             | 56,6             | 61,3              |
| Eyk Schade          | SPD             | 10,0             | 8,4               |
| Ralf Eißler         | PDS             | 21,8             | 19,7              |
| Sebastian Hentschel | GRÜNE           | 3,4              | 2,6               |
| Ludwig Martin Rade  | FDP             | 3,6              | 1,3               |
| -                   | BüSo            | -                | 0,1               |
| Joachim Fischer     | DSU             | 1,8              | 0,5               |
| -                   | GRAUE           | -                | 0,3               |
| -                   | REP             | -                | 1,1               |
| -                   | FP Deutschlands | -                | 0,1               |
| -                   | Pro DM          | -                | 2,1               |
| -                   | KPD             | -                | 0,1               |
| Mirko Schmidt       | NPD             | 2,9              | 2,0               |
| -                   | FORUM           | -                | 0,2               |
| -                   | PBC             | -                | 0,2               |

## Wahl 1994
Die Landtagswahl 1994 hatte folgendes Ergebnis (der Wahlkreisname bei der Landtagswahl 1994 lautete Meißen-Dresden West):
| Direktkandidat     | Partei | Erststimmen in % | Zweitstimmen in % |
| ------------------ | ------ | ---------------- | ----------------- |
| Karin Strempel     | CDU    | 54,6             | 59,6              |
| Michael Haas       | SPD    | 20,5             | 15,0              |
| Ludwig Martin Rade | FDP    | 11,4             | 3,3               |
| -                  | GRÜNE  | -                | 4,2               |
| -                  | DSU    | -                | 0,7               |
| -                  | REP    | -                | 1,5               |
| -                  | FORUM  | -                | 0,8               |
| Peter Käppeli      | PDS    | 13,5             | 14,4              |
| -                  | SP     | -                | 0,4               |

## Bisherige Abgeordnete
Direkt gewählte Abgeordnete des Wahlkreises 39 (Meißen 3/1) bzw. Meißen-Dresden West waren:
| Jahr | Name           | Partei | Anteil der Erststimmen |
| ---- | -------------- | ------ | ---------------------- |
| 2019 | Thomas Kirste  | AfD    | 34,2 %                 |
| 2014 | Daniela Kuge   | CDU    | 39,4 %                 |
| 2009 | Karin Strempel | CDU    | 39,9 %                 |
| 2004 | Karin Strempel | CDU    | 42,8 %                 |
| 1999 | Karin Strempel | CDU    | 56,6 %                 |
| 1994 | Karin Strempel | CDU    | 54,6 %                 |

## Landtagswahlen 1990–2014
Die Ergebnisse der Landtagswahlen seit 1990 im Gebiet des heutigen Wahlkreises 39 waren (Zweit- bzw. Listenstimmen):
| Partei        | 1990 | 1994 | 1999 | 2004 | 2009 | 2014 |
| ------------- | ---- | ---- | ---- | ---- | ---- | ---- |
| CDU           | 58,5 | 59,8 | 61,3 | 45,0 | 42,7 | 39,4 |
| PDS/Die Linke | 8,6  | 14,2 | 19,7 | 21,2 | 18,4 | 16,3 |
| SPD           | 17,2 | 14,7 | 8,4  | 7,9  | 8,3  | 12,1 |
| AfD           | –    | –    | –    | –    | –    | 12,1 |
| NPD           | 0,8  | -    | 2,1  | 10,0 | 6,8  | 5,2  |
| GRÜNE         | 5,2  | 4,3  | 2,7  | 5,2  | 5,5  | 5,0  |
| FDP           | 4,1  | 3,4  | 1,3  | 6,0  | 11,6 | 4,7  |
| Sonstige      | 5,6  | 3,7  | 4,6  | 4,8  | 6,8  | 5,2  |